# Clusia pernambucensis
Clusia pernambucensis är en tvåhjärtbladig växtart som beskrevs av G. Mariz. Clusia pernambucensis ingår i släktet Clusia och familjen Clusiaceae. Inga underarter finns listade i Catalogue of Life.